# Zaluzianskya synaptica
Zaluzianskya synaptica är en flenörtsväxtart som beskrevs av O.M. Hilliard. Zaluzianskya synaptica ingår i släktet Zaluzianskya och familjen flenörtsväxter. Inga underarter finns listade i Catalogue of Life.